# Apocalyptic Revelation
Apocalyptic Revelation è il secondo album della band Death metal brasiliana Krisiun pubblicato il 27 ottobre 1998 dalla GUN Records.

## Tracce
1. Creation's Scourge – 5:04
2. Kings of Killing – 4:24
3. Apocalyptic Victory – 5:28
4. Aborticide (Into the Crypts of Holiness) – 4:08
5. March of the Black Hordes – 4:48
6. Vengeance's Revelation – 4:39
7. Rites of Defamation – 4:25
8. Meaning of Terror – 2:07
9. Rises from Black – 3:54

## Formazione
- Alex Camargo - basso, voce
- Moyses Kolesne - chitarra
- Max Kolesne - batteria